# Notre-Dame-des-Anges (Collioure)

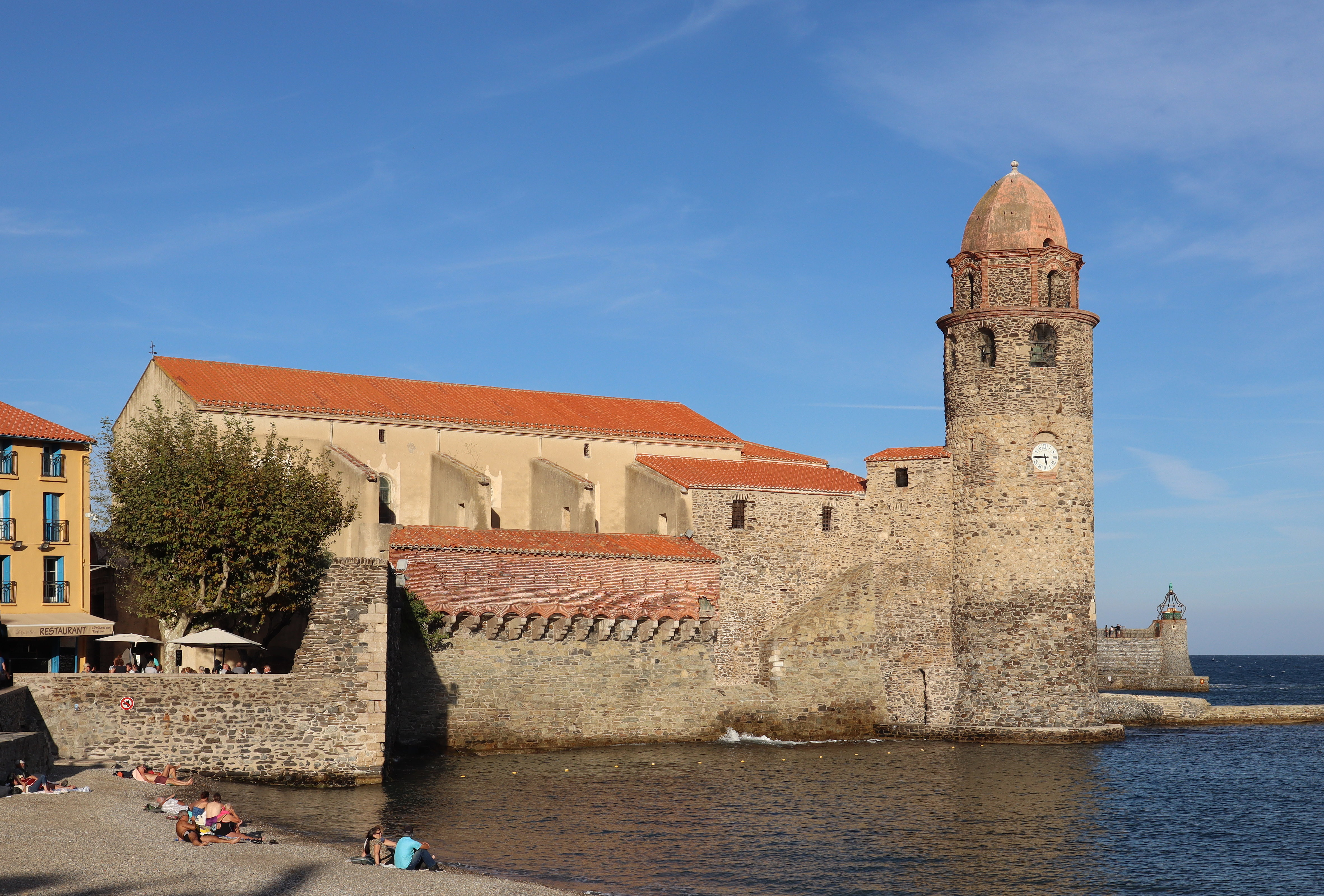
Kirche Notre-Dame-des-Anges in Collioure

Notre-Dame-des-Anges ist die römisch-katholische Pfarrkirche von Collioure im südfranzösischen Département Pyrénées-Orientales.

## Geschichte
Der Hafen von Collioure wurde um 1275 angelegt. Aus dieser Zeit stammt der Glockenturm der Kirche, der zunächst als Leuchtturm diente. Bis 1673 befand sich die mittelalterliche Pfarrkirche auf der Anhöhe des heutigen Château Royal. Der Marquis de Vauban, Festungsbaumeister Ludwigs XIV. und Marschall von Frankreich, befahl 1673, die Kirche abzureißen, um die Festungsanlage zu erweitern. Eine neue Kirche wurde am Hafeneingang errichtet, wobei der Leuchtturm zum Glockenturm umfunktioniert wurde. Der Leuchtturm hatte für Vauban seine Bedeutung verloren, da er dem Hafen von Port-Vendres aus militärischer Sicht wegen seiner größeren Tiefe den Vorzug gab.
Am 18. Juli 1684 wurde im Auftrag des Bischofs von Elne der Grundstein gelegt, aber erst am 26. April 1687 wurde mit dem Bau der neuen Kirche begonnen. Am 6. April 1691 wurde die Kirche eingesegnet, jedoch dauerte es bis zum 12. Juni 1693, bis der Umbau des Leuchtturms zum Glockenturm abgeschlossen wurde. Seit 1923 ist die Kirche als historisches Denkmal in der Base Mérimée, der Datenbank des französischen Kulturministeriums klassifiziert.

## Das Innere der Kirche

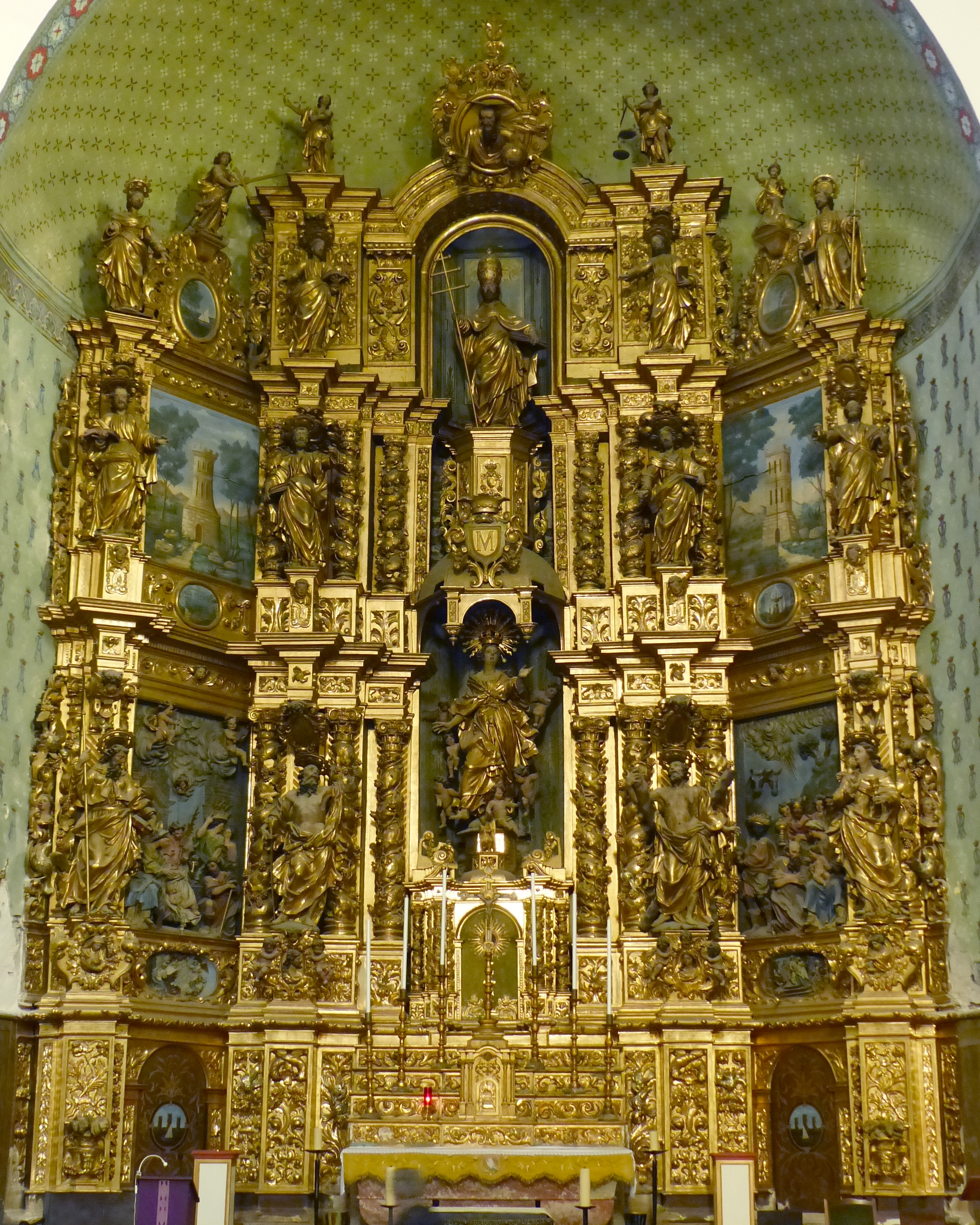
Hauptaltar des katalanischen Künstlers Joseph Sunyer

Im Inneren der Kirche befinden sich mehrere bemerkenswerte Kunstwerke:
- Gisant, Jesus mit den trauernden Maria und Johannes (18. Jahrhundert)
- Weihwasserbecken (1693)
- der Hauptaltar des katalanischen Künstlers Joseph Sunyer
- acht Seitenaltäre aus drei Jahrhunderten[2]